# 池田潤 (財務官僚)
池田 潤（いけだ じゅん、1959年9月2日 - ）は、日本の財務官僚。財務省九州財務局長や、財務省東北財務局長等を務めた。

## 人物・経歴
東京都中央区出身。1984年東京工業大学（のちの東京科学大学）大学院社会工学専攻修士課程修了、大蔵省入省。1989年国税庁大阪国税局豊岡税務署長。1996年近畿財務局理財部次長。2000年大臣官房企画官。経済企画庁や国土交通省に出向。2001年金融庁監督局保険課審査室長。また2002年から滋賀大学助教授として教鞭をとった。2004年財務省大臣官房企画官。2007年国土交通省北海道局予算課長。2009年財務省関東財務局東京事務所長。2010年財務省関東財務局総務部長。2011年財務省大臣官房会計課長。2012年財務省九州財務局長。2013年預金保険機構検査部長。2014年国土交通省大臣官房審議官（北海道局担当）、内閣官房内閣審議官（内閣官房副長官補付）、内閣官房アイヌ総合政策室長。2016年財務省近畿財務局金融安定監理官。同年海外需要開拓支援機構専務執行役員。2018年から財務省東北財務局長として、地方創生などに取り組んだ。2019年財務省大臣官房総合政策課経済政策分析官兼財務総合政策研究所特別研究官。2020年退官、あいおいニッセイ同和損害保険顧問。2021年中部国際空港監査役、中部国際空港旅客サービス監査役、中部国際空港情報通信監査役。

## 著作
- 池田潤「更新投資需要増加の下での我が国社会資本設備の方向性 (滋賀大学経済学部創立80周年記念論文集)」『彦根論叢』344・345、滋賀大学経済学会、2003年11月、185-203頁、CRID 1050282677716693760、hdl:10441/931、ISSN 0387-5989。
- 池田潤「預金保険制度の2つの機能について : 平時の機能と金融システム不安定時におけるセイフティネットとしての機能(滋賀大学大学院経済学研究科博士後期課程経済経営リスク専攻発足記念、リスク特集号)」『彦根論叢』第342巻、滋賀大学経済学会、2003年6月、95-109頁、CRID 1050001202770501760、hdl:10441/947、ISSN 0387-5989。